# Guarani EC (Minas Gerais)
Guarani EC is een Braziliaanse voetbalclub uit Divinópolis in de deelstaat Minas Gerais. Social is opgericht in 1944.

## Geschiedenis
De club werd opgericht in 1930. In 1958 speelde de club voor het eerst in de hoogste klasse van het Campeonato Mineiro. De club speelde er tot 1965 en werd dan terug een amateurclub. In 1976 keerden ze terug naar het profvoetbal.
Dankzij een zevende plaats in 1980 mocht de club in 1981 deelnemen aan de eerste editie van de nationale Série C. De club versloeg Sergipe en Atlético Alagoinhas en kwam dan in de groepsfase met Santo Amaro en Izabelense. De winnaar mocht naar de finale, maar Guarani werd slechts derde. Na 1986 werd het opnieuw een amateurclub voor enkele jaren. In 1994 werd de club kampioen in de derde klasse. Het volgende seizoen promoveerde de club ook weer naar de hoogste klasse. Sindsdien speelde de club weer voornamelijk in de hoogste klasse, met onderbrekingen in 2000, 2002 en 2010. Na de degradatie in 2016 speelde de club twee seizoenen in de Campeonato Mineiro Módulo II en werd dan weer kampioen.